# Augusto Maccario
Augusto Antonio Maccario (ur. 30 kwietnia 1890 w Ventimiglii, zm. 16 października 1927) – włoski lekkoatleta, długodystansowiec.
W 1919 został mistrzem Włoch na 10 000 metrów. W 1920 wystartował na igrzyskach olimpijskich, na których wystąpił w biegu na 10 000 i 5000 m oraz w drużynowym biegu na 3000 m. W pierwszej konkurencji był 4. z czasem finałowym 32:02,0 s. W biegu na 5000 m odpadł w pierwszej rundzie, zajmując 6. miejsce w swoim biegu eliminacyjnym. W biegu drużynowym na 3000 m Włosi z Maccario w składzie uplasowali się na 5. pozycji. Reprezentował Sport Club Virtus Genua.